# Parc national du Grand Bassin
Le parc national du Grand Bassin (anglais : Great Basin National Park) est un parc national situé aux États-Unis, dans l’État du Nevada, à proximité de la frontière avec l’Utah. Le parc tient son nom du Grand Bassin, une région sèche et montagneuse située entre la Sierra Nevada et les montagnes Rocheuses. Il couvre une superficie de 312 km2.
Le parc est particulièrement connu pour ses pins de Bristlecone, qui peuvent vivre jusqu’à 5 000 ans et pour les grottes Lehman, situées au pied du pic Wheeler, deuxième plus haut sommet du Nevada. Les grottes étaient protégées depuis le 24 janvier 1922 (Lehman Caves National Monument) et ont été incorporées au parc lors de sa création, en 1986.

## Faune
Elle comprend 61 espèces de mammifères : marmottes, tamias, pronghorns, cerfs mulets, pumas, lynx, coyotes, renards, blaireaux américains...
On recense aussi 238 sortes d'oiseaux, dont le pygargue à tête blanche, la bernache du Canada, l'oie des neiges et l'aigle royal. On dénombre 18 espèces de reptiles, 2 d'amphibiens et 8 de poissons.

## Flore
Onze espèces de conifères et plus de 800 espèces de plantes se trouvent dans le parc national du Grand Bassin et dans les vallées voisines. Le plus ancien organisme jamais découvert, un pin de bristlecone du Grand Bassin âgé d’au moins 5 000 ans, a poussé dans la limite des arbres près du pic Wheeler dans le parc national. Il a été coupé en 1964 par un étudiant diplômé et le personnel du US Forest Service à des fins de recherche. On lui a donné le surnom de Prométhée, d'après le personnage mythologique qui a volé le feu des dieux et l'a donné aux hommes.

## Galerie

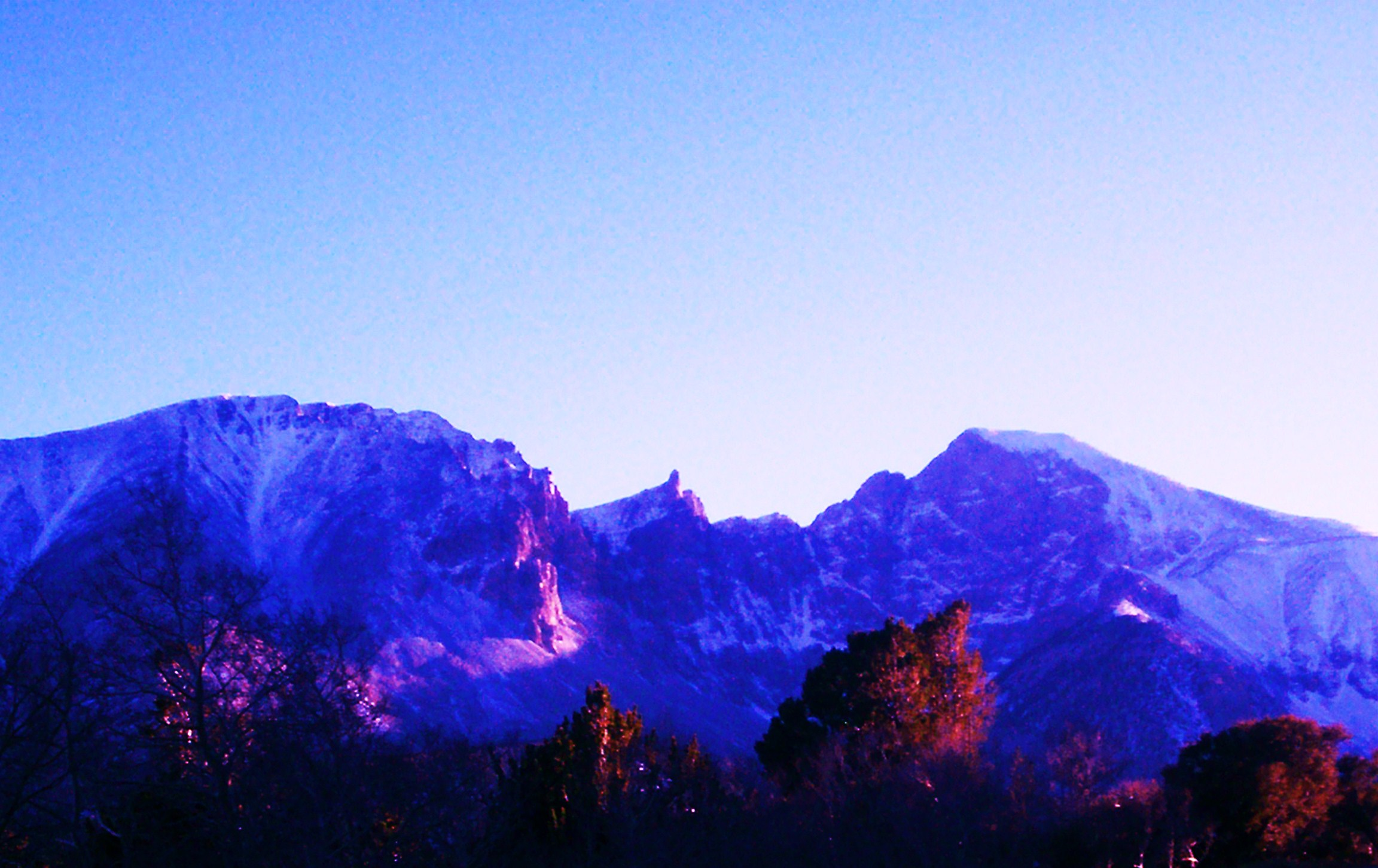
Pic Wheeler.
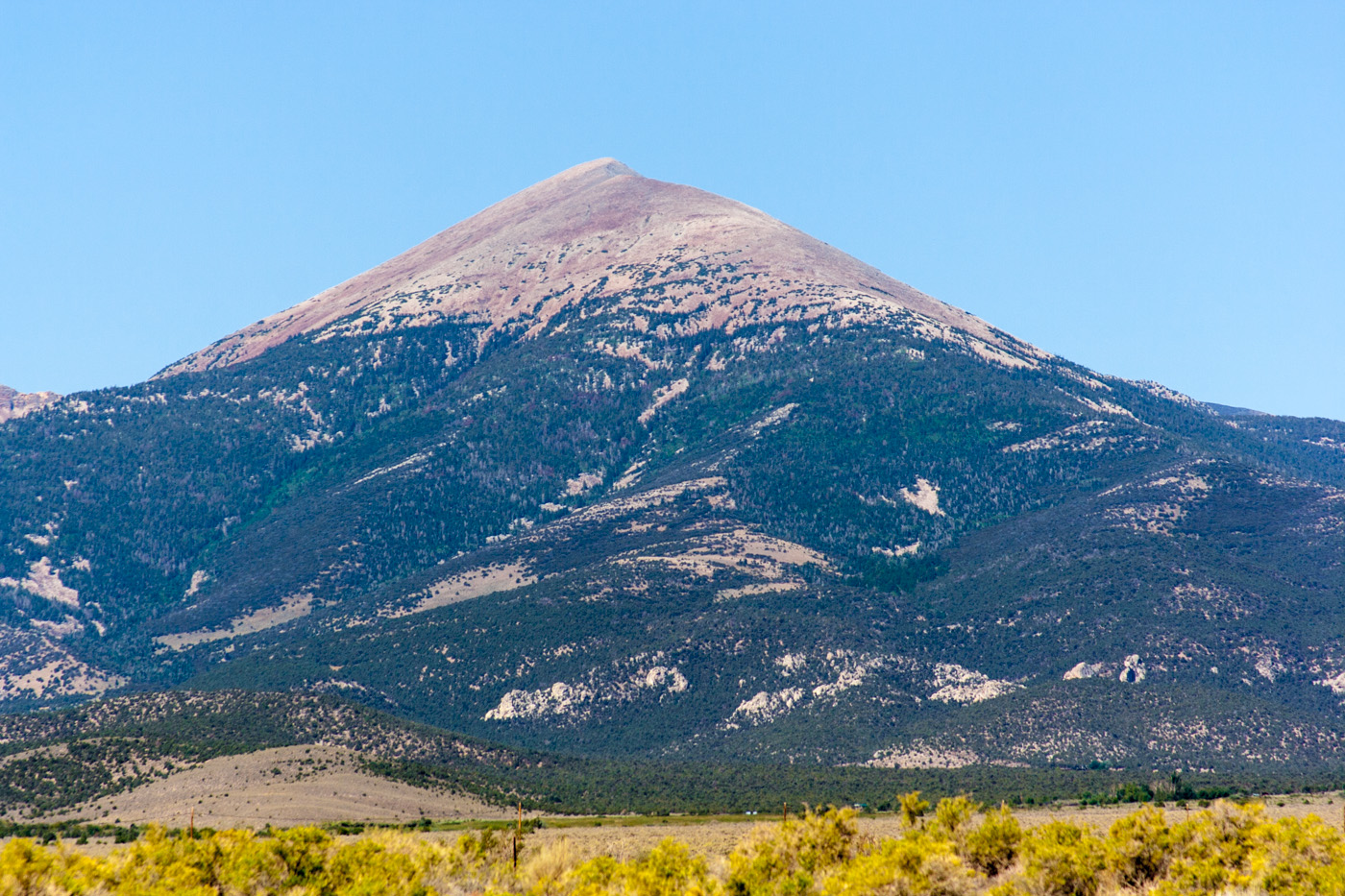
Le pic Wheeler, sommet du parc (3982 m).
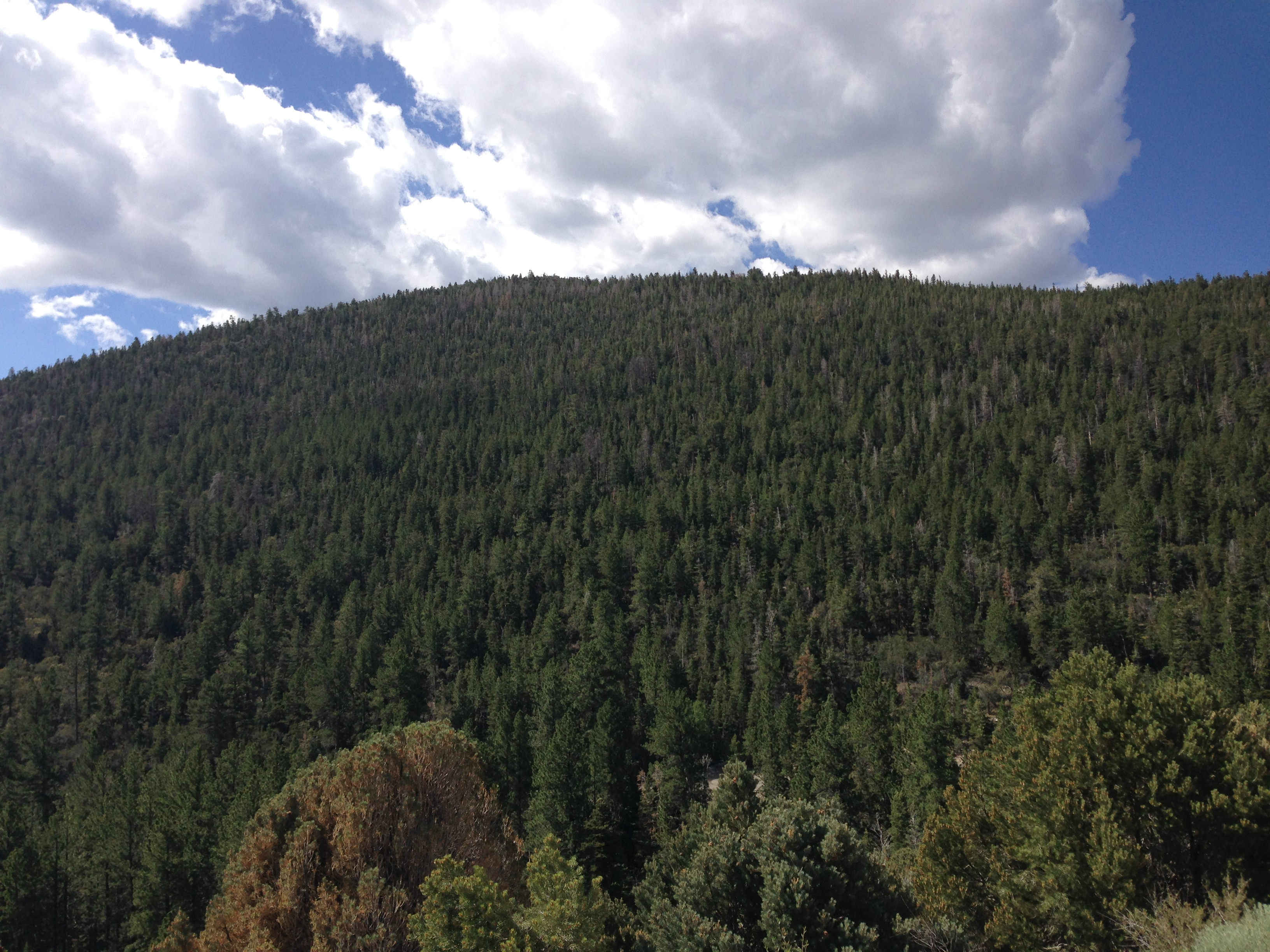
Forêt de conifères autour du pic Wheeler.
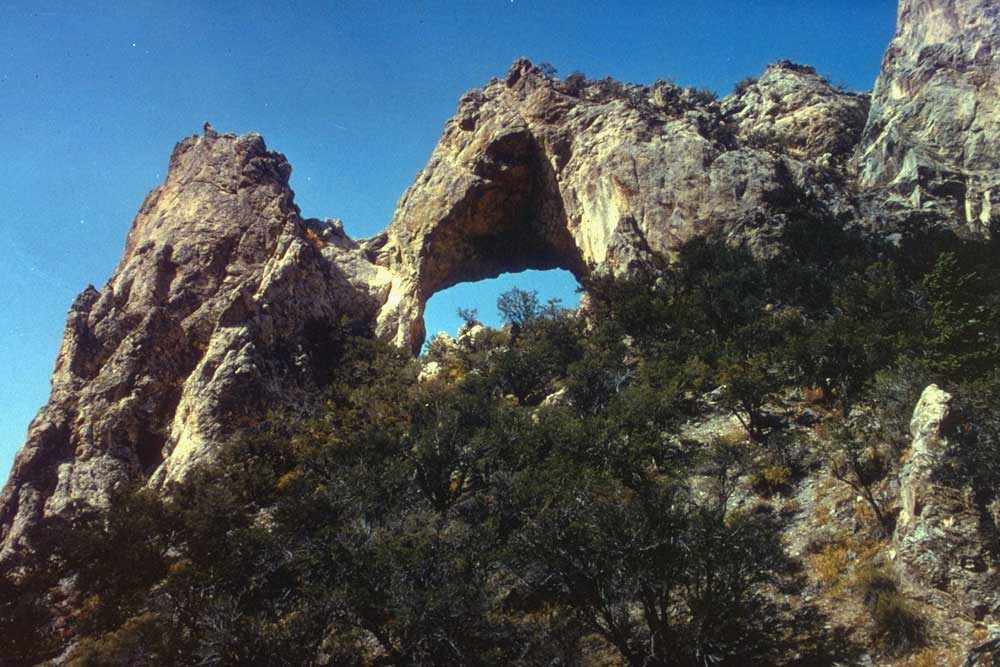
Lexington Arch.
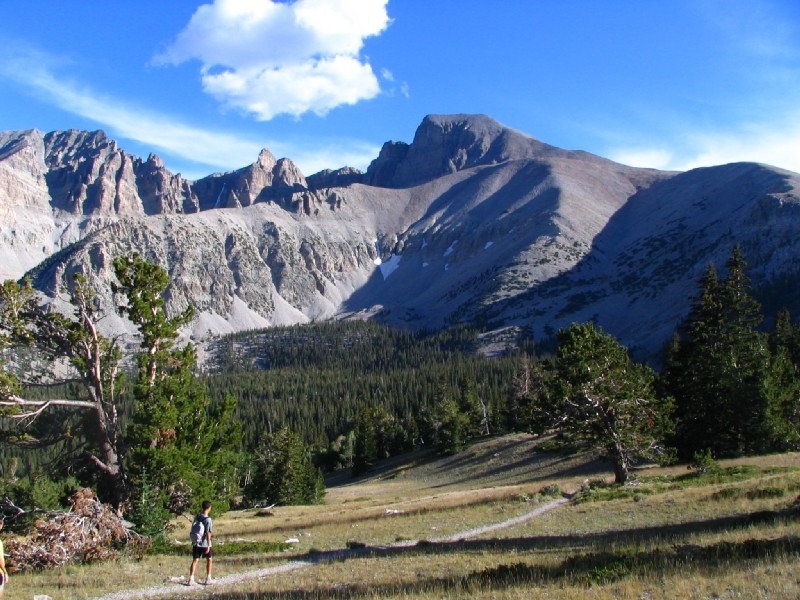
Wheeler Peak.
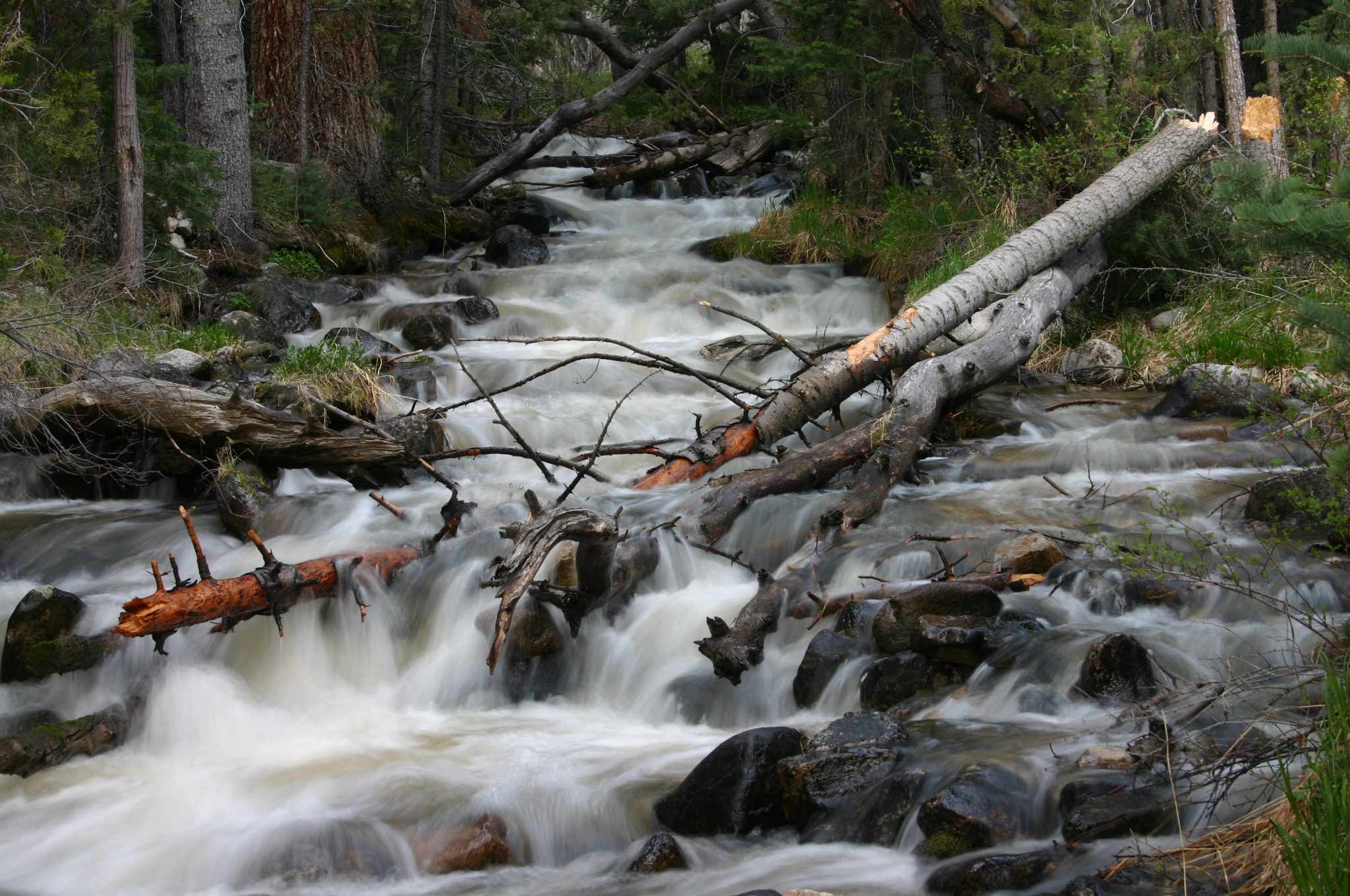
Upper Lehman Creek.
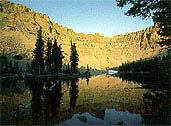
Baker Lake.
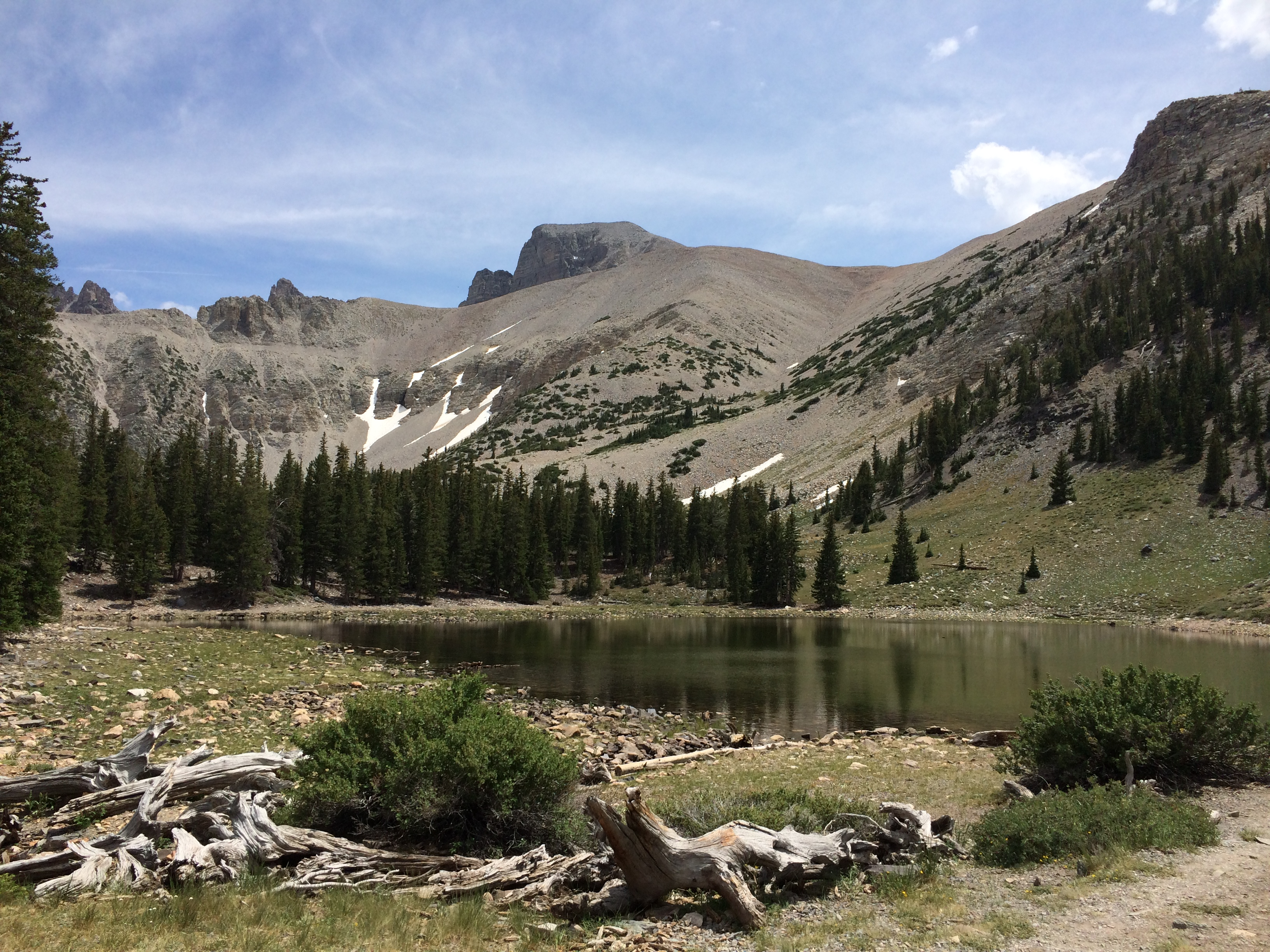
Stella Lake.
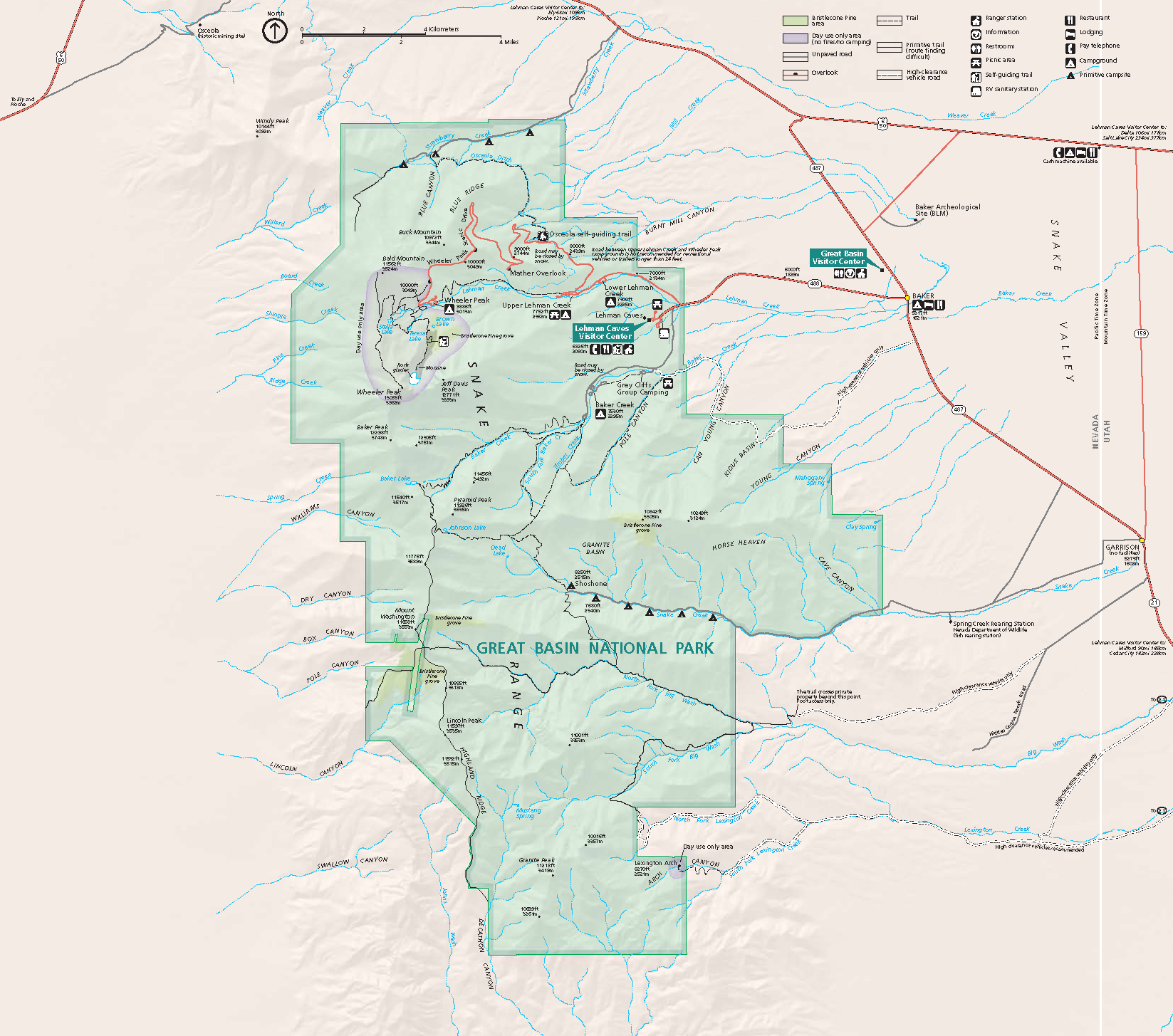
Carte du parc.

## Les grottes Lehman
Les grottes Lehman étaient à l'origine protégées en tant que monument national en 1922, qui a été combiné avec le parc national en 1986.
Selon le National Park Service, les grottes ont probablement été découvertes par Absalom Lehman en 1885, d'où provient leur nom.
Plusieurs créatures occupent les grottes. Les bactéries sont les plus courantes. Les grillons, les araignées, les pseudoscorpions, les acariens et les collemboles peuvent vivre leur cycle de vie complet dans la grotte.
D'autres animaux utilisent la grotte, mais doivent partir ailleurs chercher de la nourriture. Il s'agit notamment des tamias, des souris, des rats et de plusieurs espèces de chauves-souris. Seules les chauves-souris insectivores sont présentes dans le Grand Bassin. Au moins 10 espèces de chauves-souris ont été trouvées dans les environs du parc national du Grand Bassin, dont la chauve-souris à grandes oreilles de Townsend.
La Winchester 1873 retrouvée dans le parc en 2014 y est exposée.

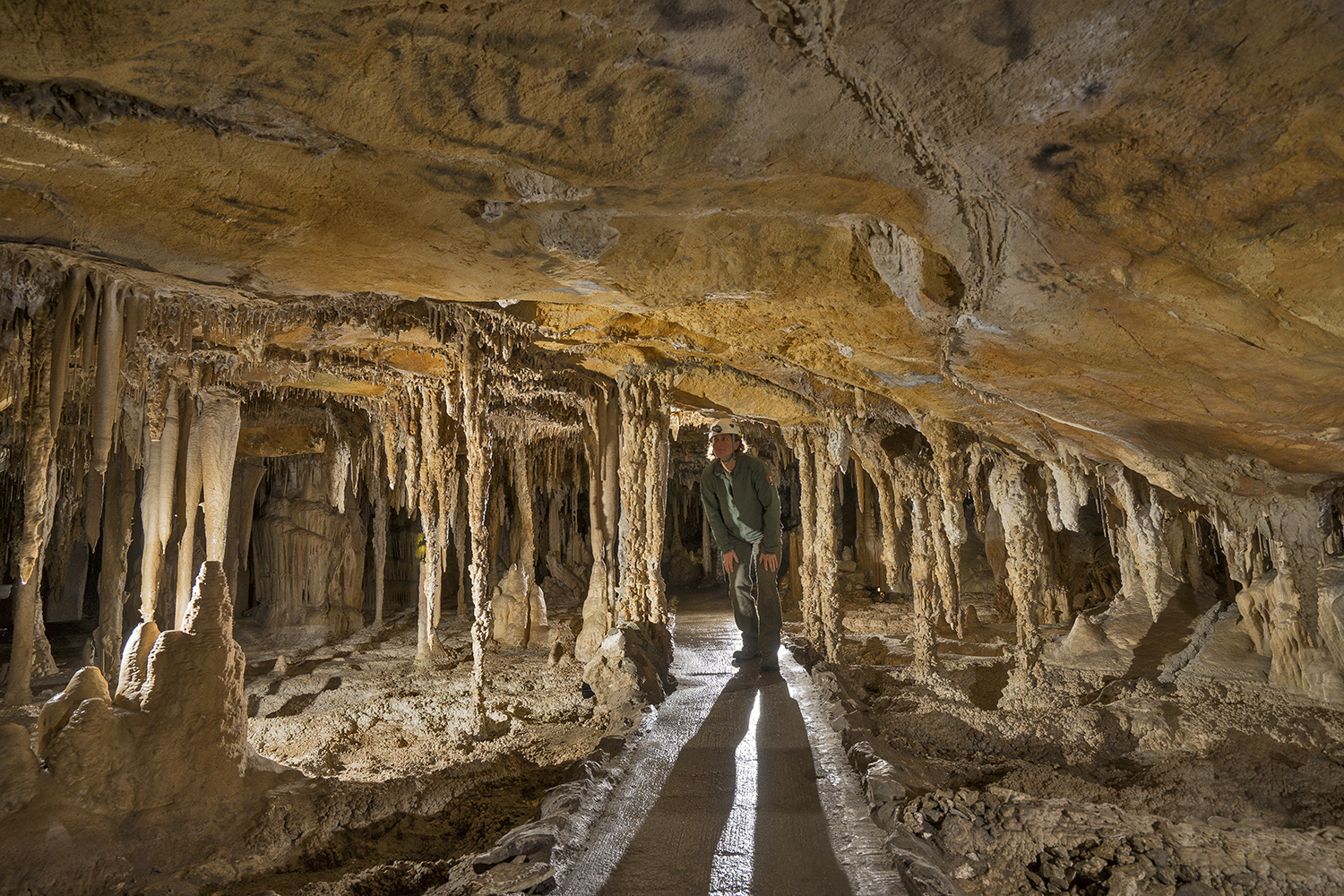
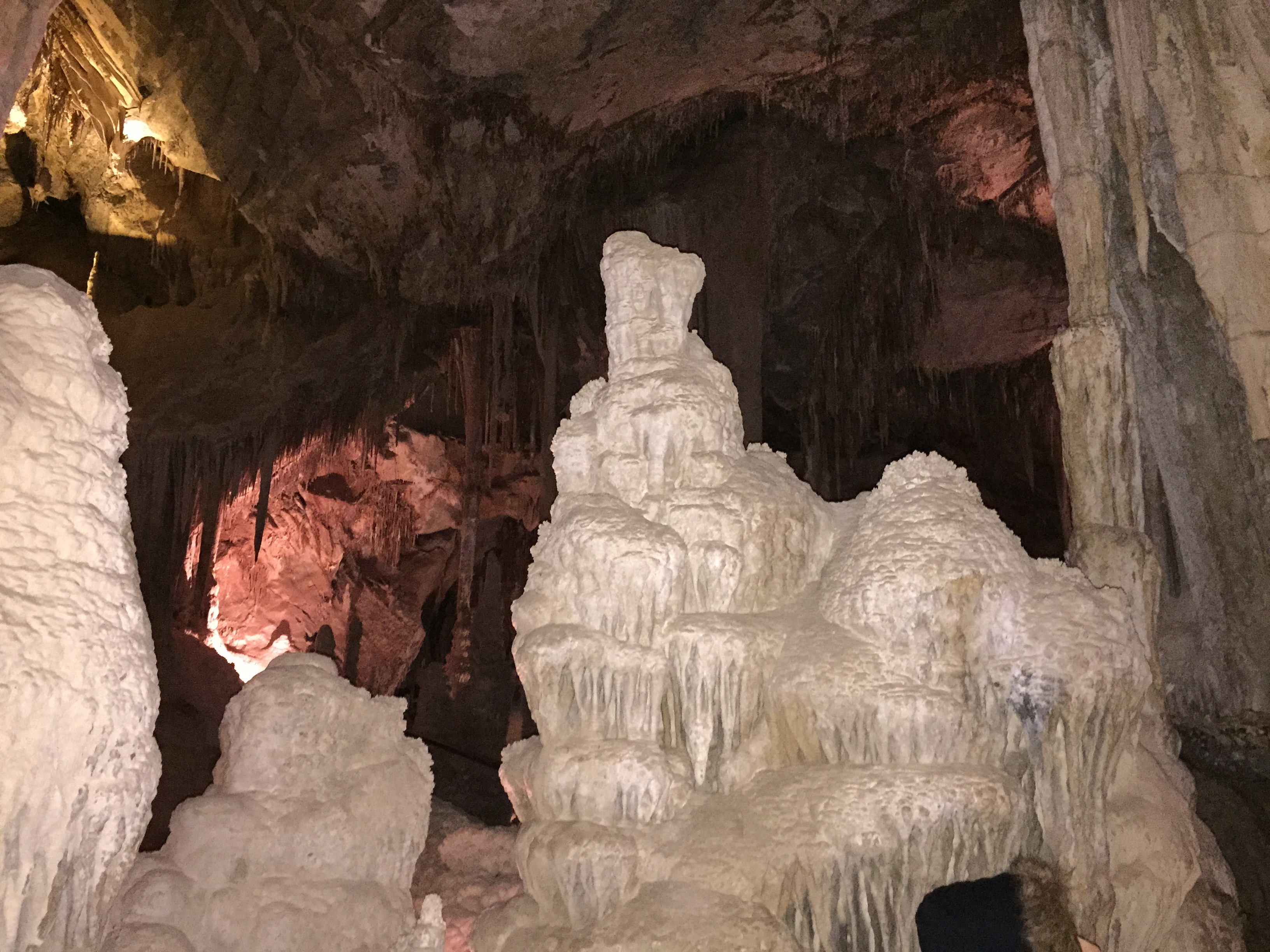
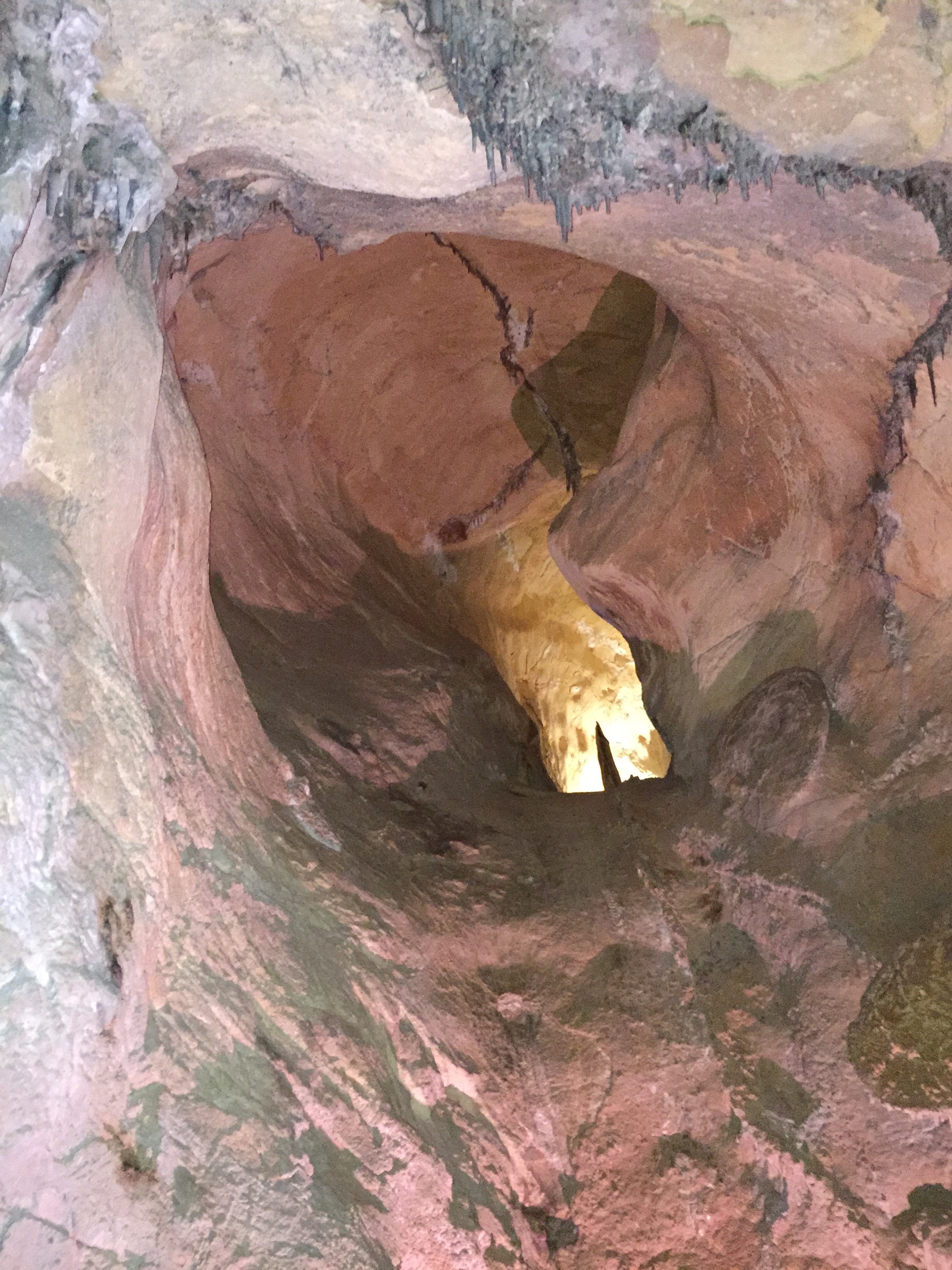
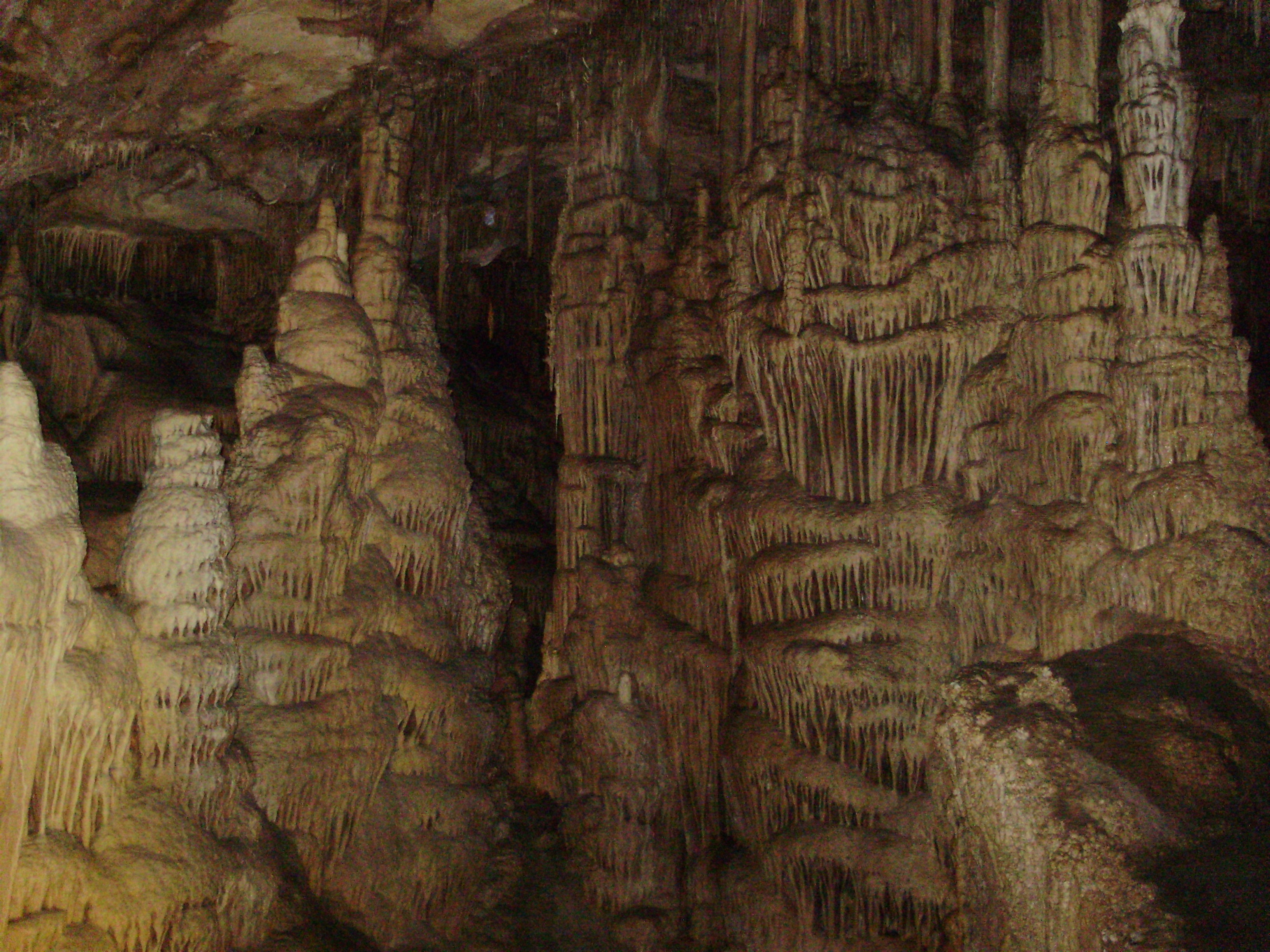
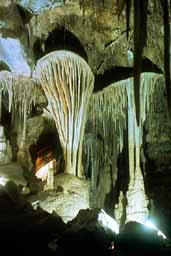